# Adelothecium
Adelothecium, monotipski rod pravih mahovina smješten u red Hookeriales. Jedina vrsta A. bogotense  raste u tropskoj Americi, te u Tanzaniji i Madagaskaru.
Po nekima pripada porodici Daltoniaceae, a po drugima u Hookeriaceae.